# 4 основно училище „Иван Вазов“ (Кюстендил)
Четвърто основно училище „Иван Вазов“ се намира в Кюстендил.
Основано е през 1945 година. В него се обучават ученици от 1 до 8 клас. Училището е с общинско финансиране. Намира се в кв. „Изток“, ул. „София“ № 6.

## История
През 1926 г. двама учители откриват училище за циганското малцинство в дн. кв. „Изток“. Училището просъществува около две години, като отново се открива за кратко през 1932 г.
През 1945 г. по инициатива на училищния инспектор Хр. Василев в кв. „изток“ е разкрито начално училище с 80 ученици. УВ началото учебно-възпитателната работа се е провежда в четири класни стаи – две в сградата на Д. Юнишев и две в тази на Ил. Наков (две бивши кръчми в квартала).
Броят на учениците започва да се увеличава, през 1955 г. достига 289 ученици. На 15 септември 1956 г. се поставя начало на прогимназиален клас.
Започва сроителството на нова училищна сграда, открита на 29 септември 1957 г. През 1960 г. училището е официално наименувано „Никола Йонков Вапцаров“. От 15 септември 1974 г. училището се преустройва в основно професионално училище със специалности: дървообработване, металообработване и горно дамско облекло.
През учебната 1978/79 г. в училището има 32 паралелки с 916 ученици. До 1992 г. дългогодишен директор е Здравко Бойков. Училището е със засилено изучаване на трудово обучение. Постигнати са много добри резултати при производственото обучение по дървообработване, металообработване и текстил, организират се ежегодни изложби.
Съгласно решение на Общинския съвет и протокол на Педагогическия съвет от 4 май 1992 г., училището получава името „Иван Вазов“.

## Материална база
Училището разполага с 21 класни стаи, 2 занимални, 7 специализирани кабинети – два компютърни, биология, музика, радиоклуб, труд и техника и кабинет по безопасност на движението; 1 спортна площадка и 2 спортни зали: фитнес зала и тенис зала.